# Näs bruk
Näs bruk, oftast benämnt Näs, är en småort (före 2018 tätort) i Avesta kommun. 
Orten ligger i By socken, nära kyrkbyn By. 

## Historia
Namnet Näs bruk kommer från bruket med samma namn, som var ett dotterbolag till Horndals bruk. Numera håller bolaget Näs Verkstäder till på det gamla bruksområdet. Av själva bruket återstår en yttervägg och några byggnader på gården. Brukets kolhus var en av de största byggnaderna i Norden på sin tid.
Näs var en av ändstationerna i Näs–Morshyttans Järnväg, NMJ, 1876–1921 och Näs–Horndals Järnväg, NsHJ, 1921–1953. Den allmänna järnvägstrafiken avvecklades på sträckan redan 1933, men brukets egna godstransporter till Näs slutade först 1953 i samband med att Näs valsverk lades ner.  Idag finns endast det gamla lokstallet kvar.

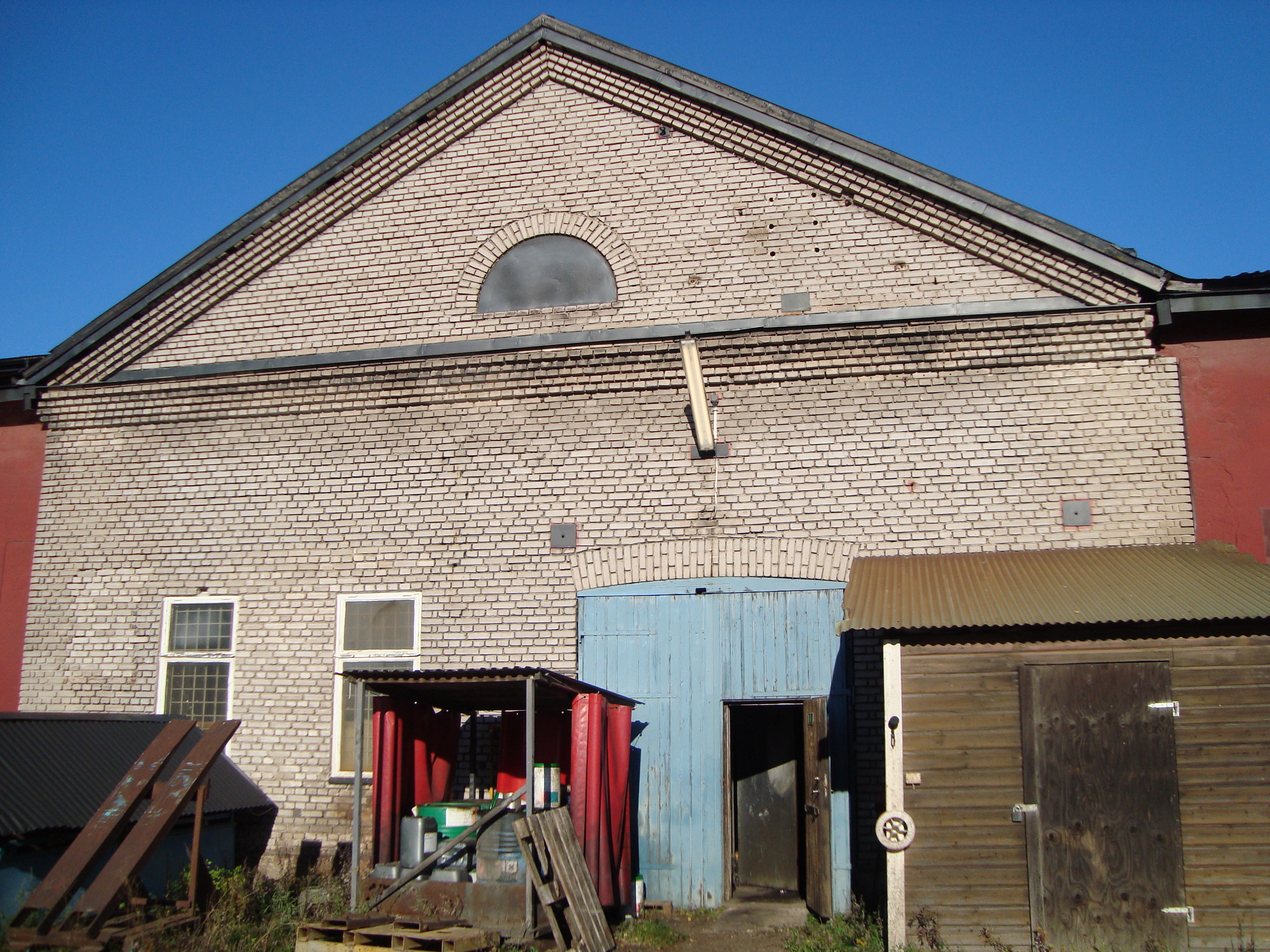
Ytterväggen från bruket
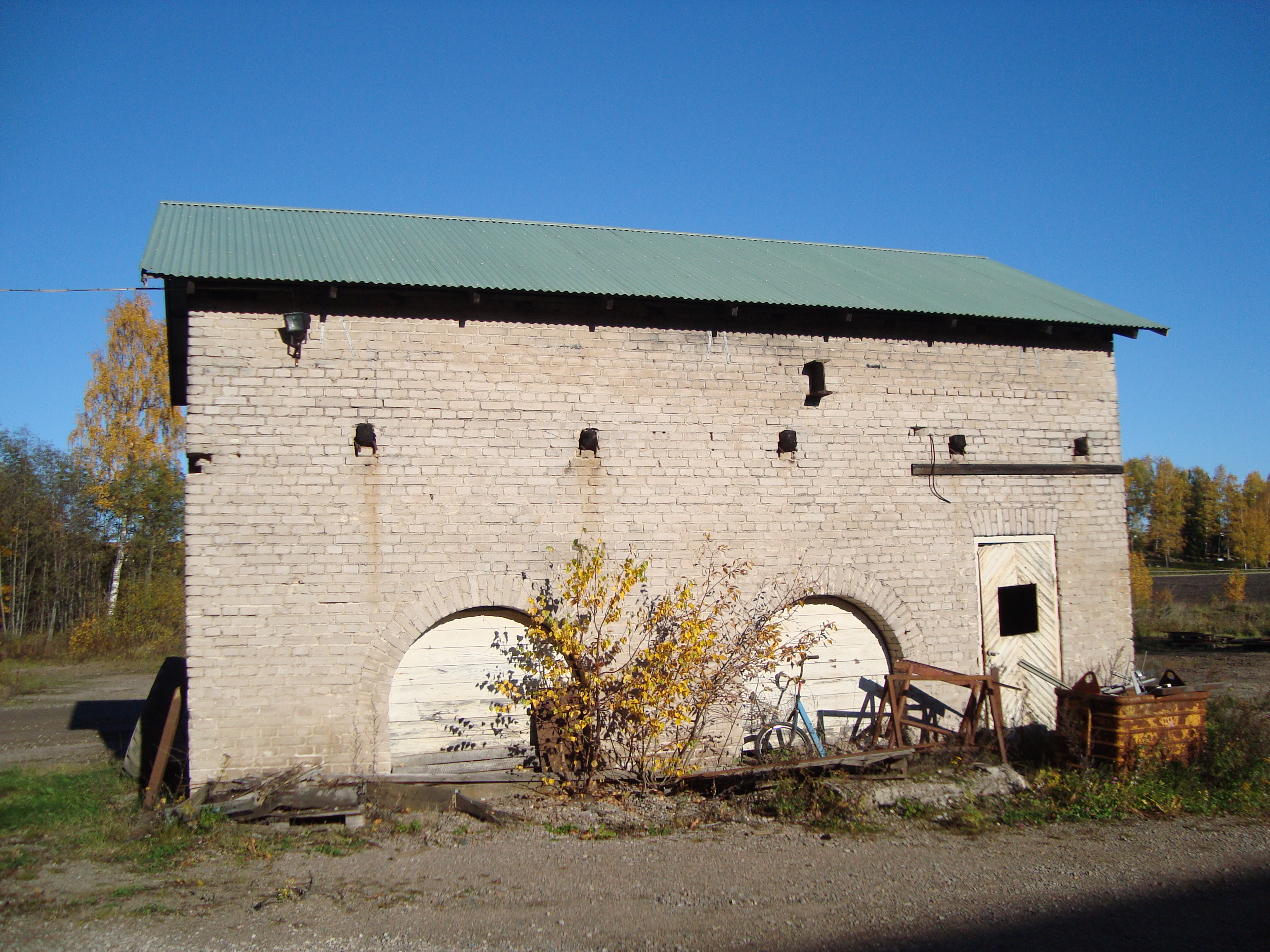
Brukets motorhus
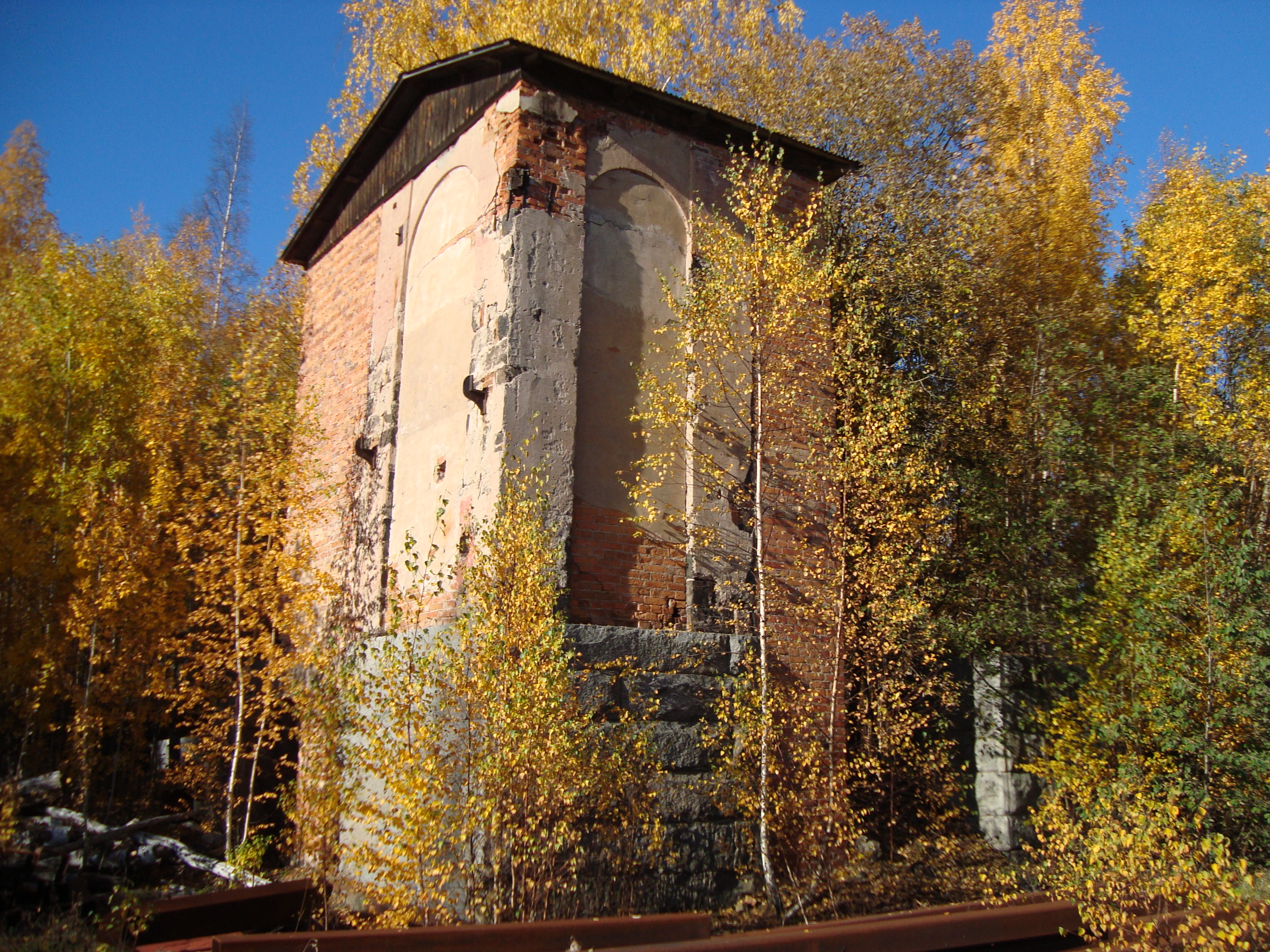
Brukets vattentank
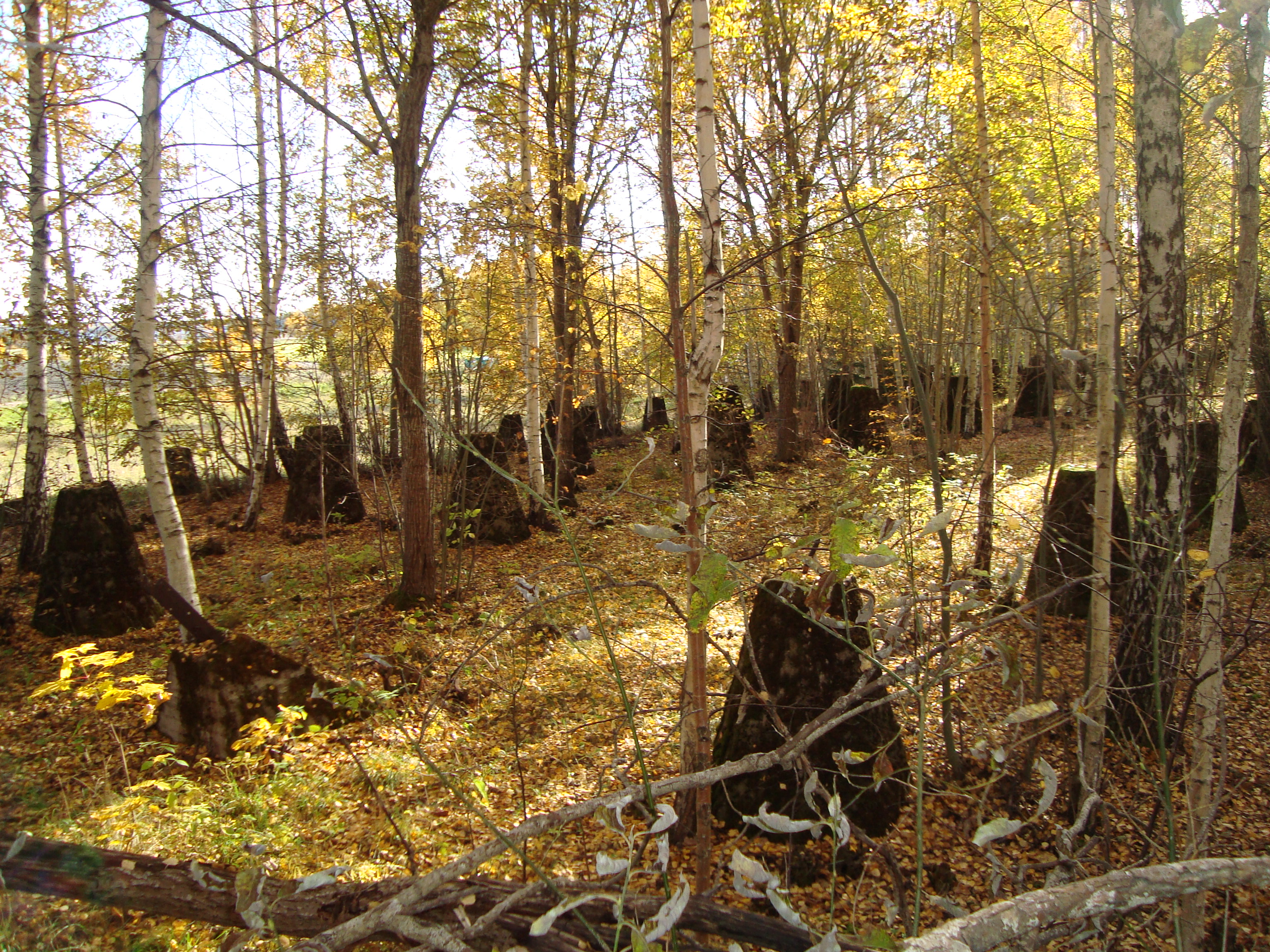
Plintar från kolhuset
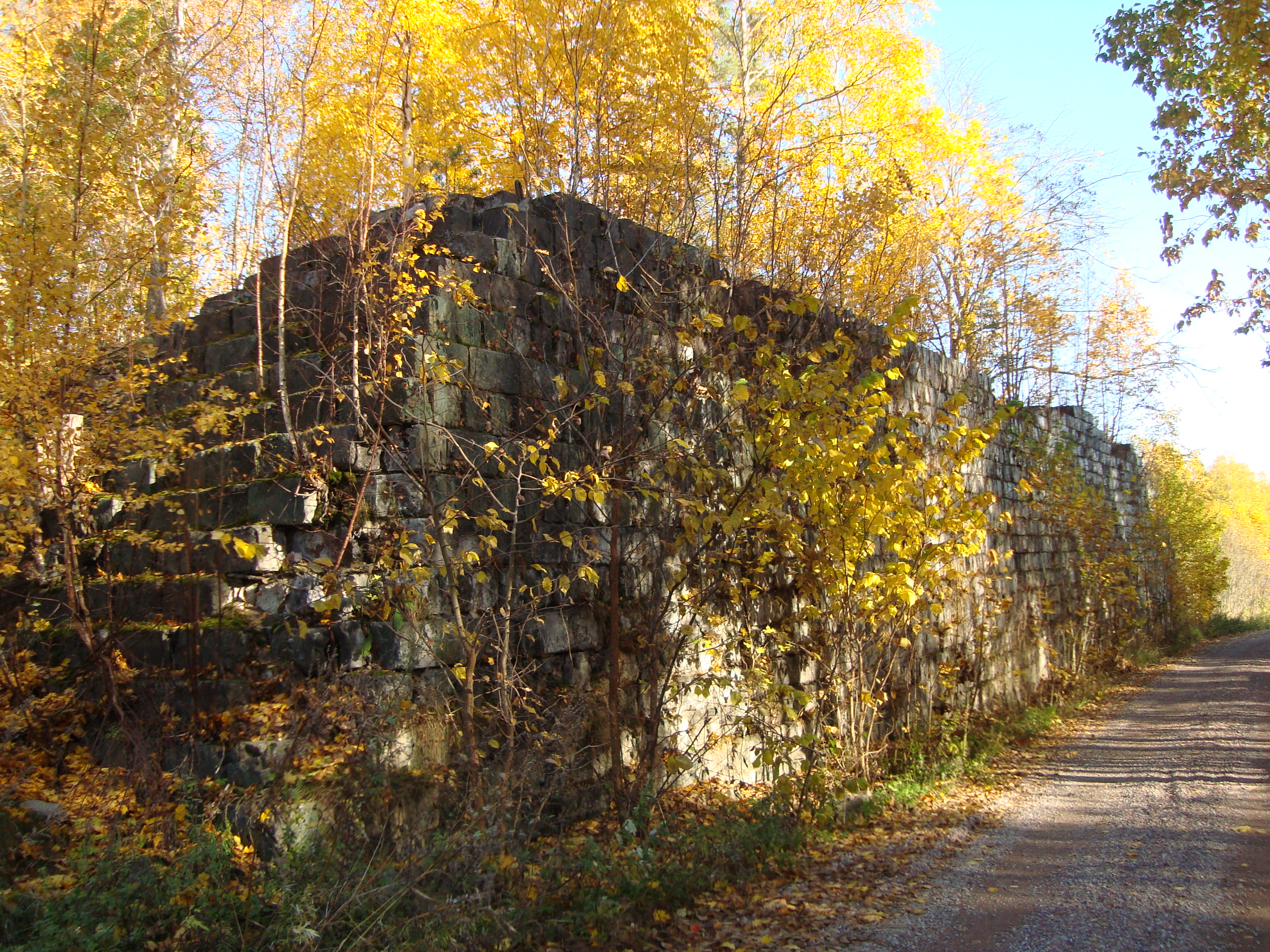
Vägg från kolhuset

### Befolkningsutveckling
| Befolkningsutvecklingen i Näs bruk 1965–2015 | Befolkningsutvecklingen i Näs bruk 1965–2015 | Befolkningsutvecklingen i Näs bruk 1965–2015 | Befolkningsutvecklingen i Näs bruk 1965–2015 | Befolkningsutvecklingen i Näs bruk 1965–2015 |
| -------------------------------------------- | -------------------------------------------- | -------------------------------------------- | -------------------------------------------- | -------------------------------------------- |
|                                              |                                              |                                              |                                              |                                              |
| År                                           |                                              |                                              | Folkmängd                                    | Areal (ha)                                   |
| 1965                                         | 1965                                         |                                              | 264                                          |                                              |
| 1970                                         | 1970                                         |                                              | 250                                          |                                              |
| 1975                                         | 1975                                         |                                              | 248                                          |                                              |
| 1980                                         | 1980                                         |                                              | 244                                          |                                              |
| 1990                                         | 1990                                         |                                              | 249                                          | 58                                           |
| 1995                                         | 1995                                         |                                              | 254                                          | 58                                           |
| 2000                                         | 2000                                         |                                              | 239                                          | 58                                           |
| 2005                                         | 2005                                         |                                              | 223                                          | 58                                           |
| 2010                                         | 2010                                         |                                              | 207                                          | 58                                           |
| 2015                                         | 2015                                         |                                              | 207                                          | 73                                           |
| Anm.: Ny tätort 1965 Upphörd som tätort 2018 |                                              |                                              |                                              |                                              |

I Näs finns ett vattenkraftverk över Dalälven och ett gammalt vattenkraftverk som numera är Näs kraftverksmuseum. Orten är regionalt känd för sin balkbro med trapetsfackverk, från 1908. Bron finns med i Trafikverkets förteckning över bevarandevärda broar.

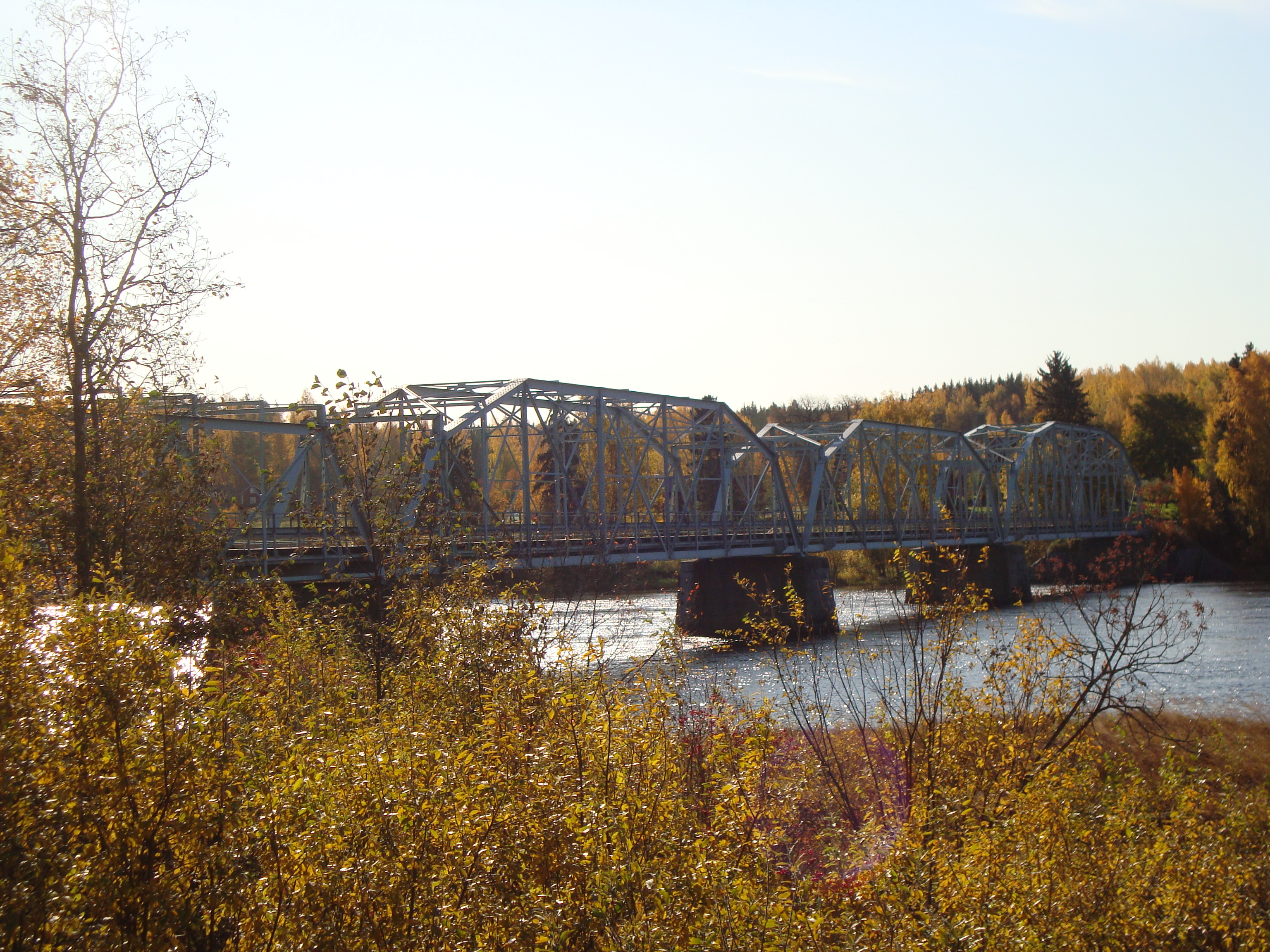
Järnbron över Dalälven
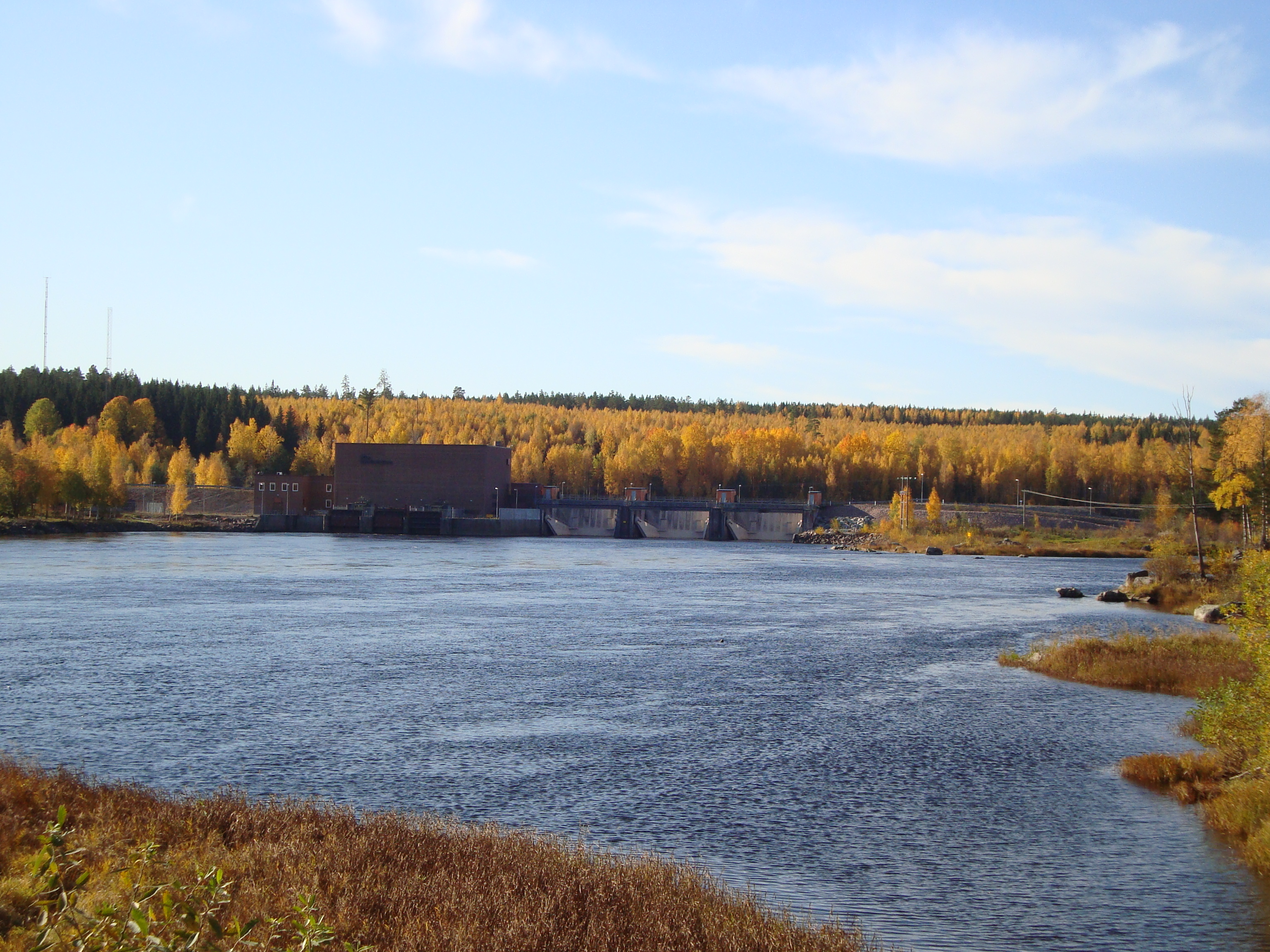
Nya kraftverket
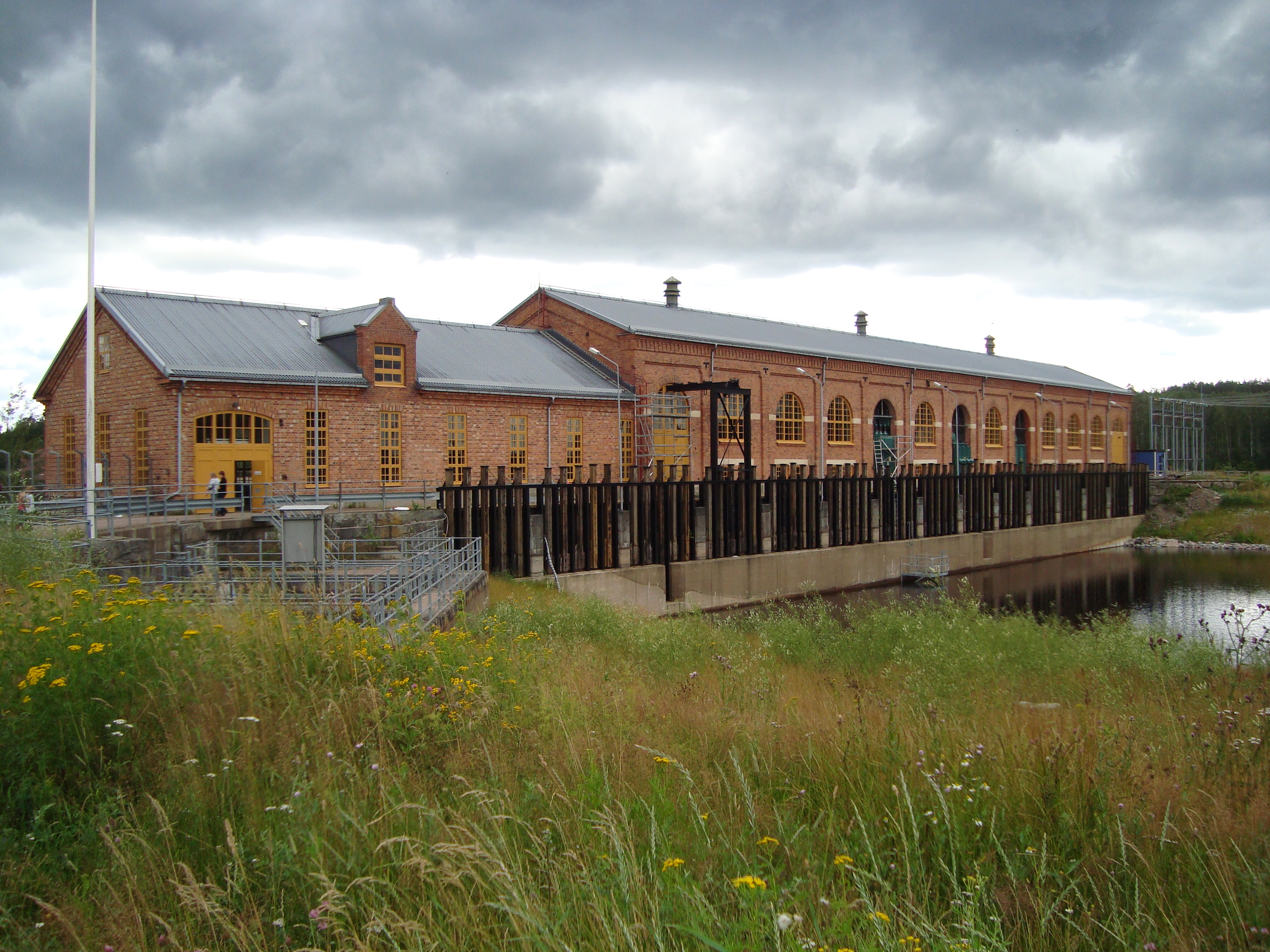
Gamla kraftverket

- Wikimedia Commons har media som rör Näs bruk.